# Mohamed Aouzal
Mohamed Aouzal ou M'hamed Aouzal (en arabe : محمد أوزال), né à Casablanca en 1944,(80 ans) est un dirigeant sportif marocain et président du Raja Club Athletic.
Il rejoint le Raja Club Athletic en 1972 en tant que trésorier-adjoint sous Abdelouahed Maâch. En 1989, il est élu président du Raja CA qui va remporter la Coupe des clubs champions africains 1989 avant de démissionner trois ans après. En 1992, il devient le premier président du comité directeur du club omnisports et prend la tête de la section athlétisme en 2000. En avril 2018, il préside la commission provisoire chargé de diriger le club jusqu'à l'élection de Jawad Ziyat en septembre.
Il a également été président du Groupement national de football (GNF) de 1998 à 2010, vice-président de la Fédération royale marocaine de football (FRMF) entre 1998 et 2009, et président de la Fédération royale marocaine d'athlétisme (FRMA) de 2000 à 2006.

## Biographie

### Carrière professionnelle
Mohamed Aouzal voit le jour en 1950 à Derb Sultan. Dès son jeune age, il s'adonne à la pratique du football et du tennis.
Il commence son parcours professionnel en tant qu'enseignant avant de fonder en 1977, avec d'autres partenaires, la société d'assurance Marocaine Vie, aujourd'hui filiale de du groupe Société générale Maroc.
En 1995, il vend ses parts de la Marocaine Vie et rachète l'Africaine de Conseil et Courtage en Assurance et Réassurance (ACECA) créée en 1950 et qui est devenue, en 2014, le quatrième courtier d'assurance au Maroc.

### Carrière sportive
En 1998, il est élu président du Groupement national de football (LNFP actuellement) et vice-président de la Fédération royale marocaine de football.
En août 2000, il préside la commission provisoire chargé de diriger la Fédération royale marocaine d'athlétisme après le départ de Mohamed Mediouri. En tant que tel, il préside plusieurs fois les délégations tant de football que d'athlétisme lors de plusieurs manifestations africaines et internationales.
En 2004, il est réélu à la tête du Groupement national de football (devenu Groupement national de football d'élite-GNFE).
Le 3 janvier 2006, après la démission de Badou Zaki de son poste de sélectionneur de l'équipe nationale marocaine suivie de l'engagement et le limogeage de Philippe Troussier, Mohamed Aouzal et Ahmed Ammor, respectivement vice-président et secrétaire général de la FRMF, démissionnent. Dans un communiqué conjoint, les deux hommes se disent scandalisés par certains propos tenus à leur égard et qui touchent à leur dignité. Ils ont ajouté qu’ils étaient frustrés de voir que le projet de mise à niveau du football national prendre du retard. Cependant, Aouzal revient quelque temps après sur sa décision et continue d'exercer sa fonction.
Le 4 décembre 2006, il démissionne de la présidence de la Fédération royale marocaine d'athlétisme. Abdeslam Ahizoune lui succède.
Le 16 avril 2009, il quitte sa fonction au sein de la FRMF après le départ de son président Hosni Benslimane (en poste depuis 1994) et l'élection à l'unanimité de Ali Fassi Fihri,. Il quitte également la présidence de la GNFE.

### Raja Club Athletic
Mohamed Aouzal entame sa carrière de dirigeant au Raja Club Athletic en 1972 où il débuta en tant que trésorier-adjoint. Aux côtés d'autres dirigeants exercés tels que Mohamed Maâti Bouabid, Abdellatif Semlali et Abdelouahed Maâch, il fera son apprentissage au Raja où il est très difficile de gérer aussi bien les joueurs que les desiderata d'un public toujours exigeant.
Mais ayant grandi au fief historique du club Derb Sultan, il a su imposer sa personnalité et gravir rapidement les échelons pour devenir en 1988-1989 président délégué du temps d'Abdelkader Retnani. Cette saison, sous la houlette l'entraîneur Fernando Cabrita, le Raja remportera son premier titre de champion du Maroc.
Au milieu de la saison 1989-1990, il est élu président d'un Raja qui remportera la Coupe des clubs champions africains 1989 quelques semaines après.
En 1992, il démissionne et est remplacé par Abdellah Rhallam. La même année, il devient le premier président du comité directeur du club omnisports en tant que représentant de la section athlétisme du Raja CA.
En 2000, il est élu président de la section athlétisme, fonction qu'il occupera jusqu'en 2012.
Le 6 avril 2018, et après un long bras de fer avec les adhérents, Said Hasbane cède à la pression populaire et démissionne de ses fonctions de président du Raja. Aouzal est chargé de constituer une commission provisoire pour diriger le club jusqu’à la fin de la saison 2017-2018.
Le 13 septembre, Jawad Ziyat, élu nouveau président du Raja CA, promet de poursuivre le travail de la commission provisoire de Mohamed Aouzal, et qu’il fera de son mieux pour sortir le club de la crise financière qui l’engloutit depuis plusieurs mois.

## Mandats
- Président du Raja Club Athletic (1989-1992)
- Président du comité directeur omnisports du Raja Club Athletic (1992-2012)
- Vice-président de la Fédération royale marocaine de football (1998-avril 2009)
- Président du Groupement national de football (1998-avril 2009)
- Président de la section athlétisme du Raja Club Athletic (2000-2012)
- Président de la Fédération royale marocaine d'athlétisme (août 2000-décembre 2006)
- Président de la commission provisoire du Raja Club Athletic (avril 2018-septembre 2018)

## Palmarès en tant que dirigeant
Raja Club Athletic
- Coupe des clubs champions africains (1) 
  - Vainqueur en 1989.
- Championnat du Maroc
  - Vice-champion en 1991-92.

- Coupe du Trône
  - Finaliste en 1991-92.

## Décorations
- Officier de l'Ordre du Mérite National  — Le 14 février 2004, il est décoré officier de l'ordre du Wissam Al-Moukafa Al-watania[12] — ordre du Mérite National[13] — par le roi Mohammed VI au Palais royal de Rabat[14].